# Gymnarrhena micrantha
Genre
Espèce
Gymnarrhena micrantha est une espèce de plantes à fleurs dicotylédones de la famille des Asteraceae (Composées), de la sous-famille des Gymnarrhenoideae, originaire des régions désertiques d'Afrique du Nord et d'Asie occidentale (du Moyen-Orient au Baloutchistan).
C'est l'unique espèce classée dans le genre Gymnarrhena.  Ce genre monotypique constitue avec le genre Cavea  la tribu  des Gymnarrheneae.
Gymnarrhena micrantha est une espèce amphicarpe, produisant deux types de graines, souterraines et aériennes. C'est une petite plante herbacée, de quelques centimètres de haut, aux feuilles simples, sessiles, étroites, disposées en rosette, avec des capitules resserrés au cœur de la rosette. Elle ne contient pas de latex et ne porte pas d'épines. La plante fleurit généralement en mars et avril.